# Волошин, Алексей Иванович
Алексе́й Ива́нович Воло́шин (19 мая 1951 года, Новочеркасск — 15 декабря 2020 года) — советский и украинский учёный в области систем трубопроводного пневмотранспорта, геотехнологий, теплоэнергетики, ракетно-космического комплекса, член-корреспондент Национальной академии наук Украины.

## Биография
Родился 19 мая 1951 в Новочеркасске.
В 1973 году с отличием окончил Днепропетровский горный институт по специальности «Горные машины и комплексы» и всю последующую жизнь работал в Институте геотехнической механики им. М. С. Полякова НАН Украины (до 1991 г. Институт геотехнической механики АН УССР):
- 16.11.1977-07.02.1983 — младший научный сотрудник отдела теории горных машин и рабочих процессов;
- 07.02.1983-24.10.1986 — старший научный сотрудник там же;
- 24.10.1986-31.05.1987 — старший научный сотрудник отдела геодинамических систем и вибрационных технологий;
- 01.06.1987-08.01.1991 — ведущий научный сотрудник там же;
- 08.01.1991-28.12.1994 — зав. лабораторией механики вибротранспортных систем;
- 28.12.1994-03.09.2012 — зав. отделом вибропневмотранспортных систем и комплексов;
- с 03.09.2012 — зам. директора Института по научной работе.

В 1980 г. защитил кандидатскую диссертацию:
- Исследование и разработка вибрационно-пневматических машин для закладки выработанного пространства : диссертация … кандидата технических наук : 05.05.06. — Днепропетровск, 1980. — 207 с. : ил.

В 1990 г. защитил докторскую диссертацию. Старший научный сотрудник (1985). В 2006 г. утверждён в звании профессора и избран членом-корреспондентом Национальной академии наук Украины по специальности «Механика жидкостей и газов».
Основоположник механики пневмотранспортирования, в основе которой математическая модель движения двухфазных потоков «газ — твердые частицы» с использованием механики гетерогенных сред.
Под его руководством созданы вибропневмотранспортные машины непрерывного действия для транспортирования влажных и липких материалов.
Разработал математическую модель турбулентного движения неизотермических нагретых закрученных газовых потоков, содержащих твердые частицы, с учетом изменения их массы и теплообмена газовой фазы с фазой твердых частиц и химических изменений в газовых потоках.
Автор 193 публикаций, в том числе 6 монографий, 58 изобретений, 1 научного открытия. Получил 3 патента, 7 свидетельств на изобретения.
Заслуженный деятель науки и техники Украины (2015). Полный кавалер знаков «Шахтерская слава».
Умер 15 декабря 2020 года.